# Балонство
Балонство је грана ваздухопловства која се бави ваздухопловима лакшим од ваздуха (балонима и ваздушним бродовима) и њиховом организацијом. Дијели се на војно и цивилно. Балонство је било једина грана ваздухопловства до проналаска авиона.
Цивилно балонство има научне, спортске и транспортне намјене. Укључује балоне и ваздушне бродове. Цивилно балонство спортске намјене је један од ваздухопловних спортова.
Војно балонство је раније кориштено за извиђање, контролу и коректуру артиљеријске ватре и бомбардовање. Имало је у свом саставу ваздушне бродове и балоне.

### Организације
- FAI балонски комитет
- Међународно удружење Архивирано на веб-сајту  (11. септембар 2017)

### Балонство
- Балонство, веб везе
- Веб сајт посвећен балонству
- Симулатор балона
- Соларни ваздушни балони
- Историја балона